# سنجب وسنجوب: كتيبة النجدة (مسلسل)
سنجب وسنجوب: كتيبة النجدة (بالإنجليزية: Chip 'n Dale: Rescue Rangers)‏ هو مسلسل رسوم متحركة كوميدي مغامرات أمريكي من إنتاج شركة ديزني تيليفشن أنيمايشن. عرض المسلسل على قناة ديزني في 4 مارس 1989  حتى 19 نوفمبر 1990.

## وصلات خارجية
- سنجب وسنجوب: كتيبة النجدة (مسلسل) على موقع IMDb (الإنجليزية)
- سنجب وسنجوب: كتيبة النجدة (مسلسل) على موقع ميتاكريتيك (الإنجليزية)
- سنجب وسنجوب: كتيبة النجدة (مسلسل) على موقع روتن توميتوز (الإنجليزية)
- سنجب وسنجوب: كتيبة النجدة (مسلسل) على موقع كينوبويسك (الروسية)
- سنجب وسنجوب: كتيبة النجدة (مسلسل) على موقع ألو سيني (الفرنسية)
- سنجب وسنجوب: كتيبة النجدة (مسلسل) على موقع قاعدة بيانات الفيلم (الإنجليزية)